# Ophiothela tigris
Ophiothela tigris is een slangster uit de familie Ophiotrichidae.
De wetenschappelijke naam van de soort werd in 1871 gepubliceerd door Theodore Lyman.